# 3295 Murakami
3295 Murakami è un asteroide della fascia principale. Scoperto nel 1950, presenta un'orbita caratterizzata da un semiasse maggiore pari a 2,6950372 UA e da un'eccentricità di 0,2550165, inclinata di 8,82318° rispetto all'eclittica.